# Chafariz da Rua das Taipas

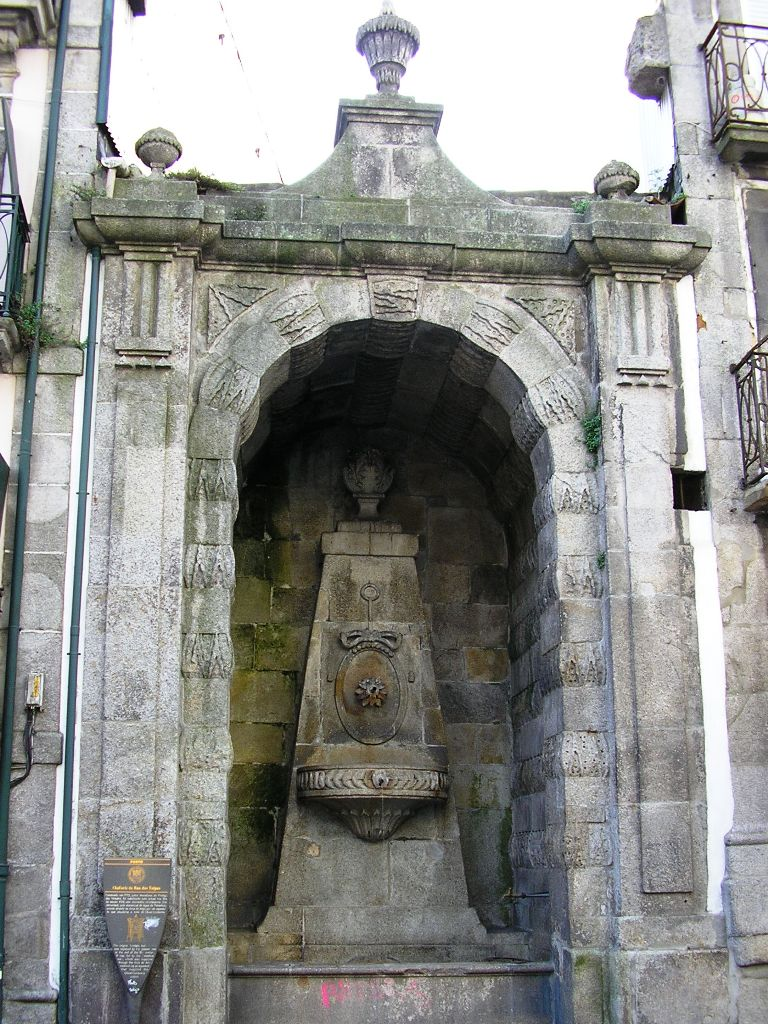
Chafariz da Rua das Taipas, Porto.

O Chafariz da Rua das Taipas localiza-se na Rua das Taipas, na freguesia atual de Cedofeita, Santo Ildefonso, Sé, Miragaia, São Nicolau e Vitória, na cidade e Distrito do Porto, em Portugal.
O Chafariz da Rua das Taipas encontra-se classificado como Imóvel de Interesse Público desde 1938.

## Histórico
No centro histórico da cidade, foi construído em 1772. A fonte embutida data do final do século XVII.